# Charioteer (танк)
Танк Charioteer або FV4101 Tank, Medium Gun, Charioteer — британська бойова броньована машина після Другої світової війни. Він був виготовлений у 1950-х роках для збільшення калібру гармат танків Королівського бронетанкового корпусу, який продовжував використовувати танк Кромвель на ранніх етапах холодної війни. Сама машина являла собою модифікований Cromwell з більш потужною гарматою, встановленою у відносно легкоброньованій двомісній вежі.
Charioteer мало використовувався в британській армії, але більш широко використовувався закордонними країнами Європи та Близького Сходу. Візничі бачили дію в конфліктах на Близькому Сході.

## Розробка
На початку холодної війни в 1950-х роках плани боротьби з потенційним вторгненням радянських військ передбачали оснащення Королівського бронетанкового корпусу танком Cromwell.
Виробництво Centurion Mk 3 йшло повільніше, ніж виробництво 20-фунтових гармат, тоді як важкий танк Conqueror із більшим озброєнням все ще розроблявся, щоб взяти на себе основну протитанкову роль. Змішані сили танків «Центуріон», «Комет» і «Кромвель» залишалися на озброєнні, але 75-мм озброєнню «Кромвеля» не вистачало потужності, щоб впоратися з більш сучасними потенційними ворогами. У зв’язку з підвищеними вимогами до протитанкових характеристик у проміжний час було необхідно посилити стрільбу Кромвеля. Це повинно було включати 84 мм танкову гармату, що використовується в Centurion Mk 3.

## Виробництво
Взявши за основу залишилися танки Cromwell, танки були переобладнані Robinson та Kershaw Ltd на їх заводі в Дукінфілді, Чеширі. Хоча в 1951 році було вказано очікуваний випуск 630 екземплярів, виробництво було скорочено, і точна кількість випущених невідома. Перші 200 очікувалися до березня 1953 року, а ще 200 – у 1954 році. Вважається, що фактична кількість виготовлених машин становить 442.
Британський історик Девід Флетчер назвав його п'ятим найгіршим британським танком. Його конкретна критика була здебільшого щодо громіздкої вежі з тонким бронюванням, а також щодо того, що її розглядали як танк, а не обмежували лише імпровізованим винищувачем танків.

## Оператори
Кувейт

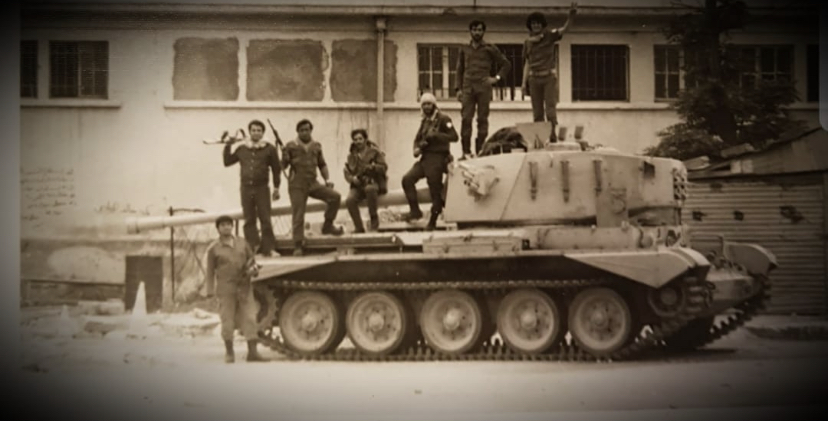
Солдати (ЛАА) на верхівці захопленого танка Charioteer, Ліван, 1 січня 1978

- Кувейтська армія використовував невідому кількість танків між 1952 та 1962

 Австрія
- Австрійська армія використовувала 56 машин з 1956 по 1965. Башти знятих з експлуатації танків Charioteer були закріплені в австрійських бункерних системах.

 Фінляндія

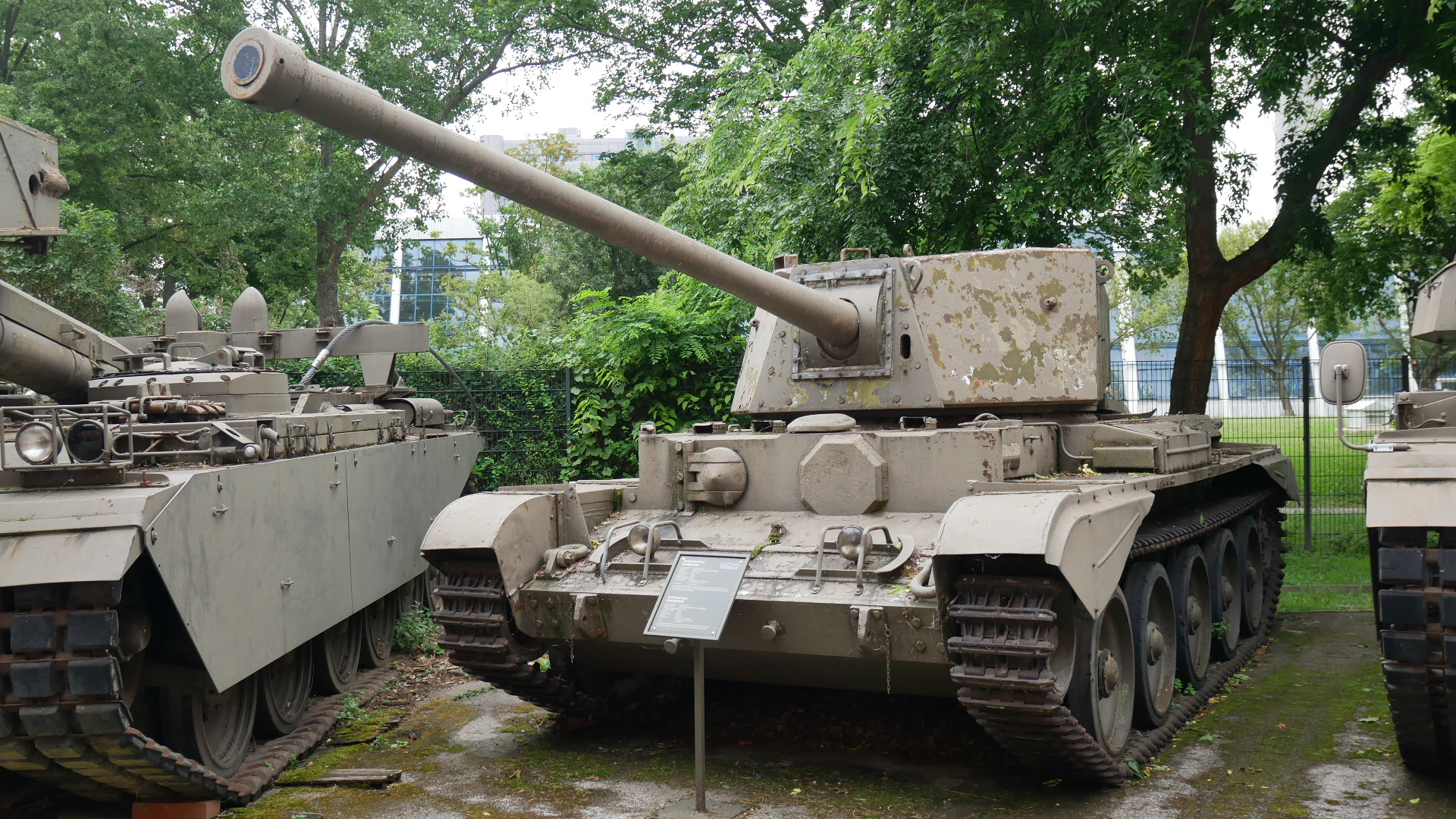
Колишній танк австрійської армії Charioteer у Heeresgeschichtliches Museum у Відні

- Фінська армія закупила в цілому 38 "Charioteer Mk VII Model B", 3 в 1958 і 35 в 1960[4]. Вони були виведені з організації воєнного часу в 1972[4], але вони залишалися у навчальному використанні до 1980[5]. Кілька зберігалися до 2007 року, коли 15 було продано з аукціону[6]. Ще 10 було випущено в 2024, 9 з яких були продані на аукціоні[7].

 Йорданія
- Йорданська армія[en] оснастили дві ескадрильї (24 машини) свого 3-го танкового полку у 1954[8]. Частина йорданських Charioteer була продана до Лівану.

 Ліван
- Збройні сили Лівану отримали 43 машини, передані в 1976 кільком ліванським або палестинським воюючим угрупованням.
- Ліванська арабська армія[en] використовувала невідому кількість танків між 1976 і 1977.
- Ліванські сили[en] використовували невідому кількість танків між 1980 і 1993.
- Мурабітун використовувало невідому кількість танків між 1976 та 1978.
- Армія Південного Лівану використовувала невідому кількість танків між 1976 і 1983.
- Міліція Тигрів[en] використовувала невідому кількість танків між 1976 і 1980.

 Палестина
- Організація визволення Палестини використовувала кілька колишніх ліванських машин проти Армії оборони Ізраїлю в Південному Лівані під час конфлікту в Південному Лівані 1978.

 Велика Британія
- Територіальна армія була головним оператором Charioteer.